# Добрянка (Ямпольский район)
Добрянка (укр. Добрянка) — село на Украине, находится в Ямпольском районе Винницкой области.
Код КОАТУУ — 0525684002. Население по переписи 2001 года составляет 463 человека. Почтовый индекс — 24513. Телефонный код — 4336.
Занимает площадь 1,32 км².